# Lelvani
Lelvani ali Leluvani je bila hetitska in hatska boginja podzemnega sveta. Živela je v črni zemlji. Njena svetišča so bila povezana s kostnicami in mavzoleji.

## Sklica
1. ↑  Burney, C.A. (2004). Historical dictionary of the Hittites. Lanham, Md: Scarecrow Press. str. 178.
2. ↑   Leick, G. (2002). A dictionary of ancient Near Eastern mythology. London, New York: Routledge. str. 164.